# Leibstadt
Leibstadt (in der lokalen Mundart Löipschlet [ˈlœɪpʃlət]) ist eine Einwohnergemeinde im Schweizer Kanton Aargau. Sie gehört zum Bezirk Zurzach, liegt am Hochrhein an der Grenze zu Deutschland und ist bekannt als Standortgemeinde des Kernkraftwerks Leibstadt.

## Geographie
Die Gemeinde besteht geologisch aus zwei Teilen: Im Norden die rund einen Kilometer breite Rheinebene, im Süden die Ausläufer des Tafeljuras. Die Wandfluh im Südwesten ist sehr steil und von einzelnen Kalkfelsen durchzogen. Im Süden liegt eine flache Hochebene, die bis auf eine Höhe von 509 Metern reicht. Die südöstliche Grenze bildet die 462 Meter hohe Hochwacht. Das Siedlungsgebiet erstreckt sich über anderthalb Kilometer von Nord nach Süd. Im Norden liegt nahe dem Ufer des Hochrheins der Ortsteil Bernau. Das Dorfzentrum befindet sich am Rande der Ebene, unmittelbar vor den Südhängen von Brüehalde und Winterberg, zwei steilen vorspringenden Hügeln. Zwischen diesen Hügeln liegt in einem tief eingeschnittenen Tal das südliche Drittel des Dorfes.
Die Fläche der Gemeinde beträgt 640 Hektaren, davon sind 218 Hektaren bewaldet und 112 Hektaren überbaut. Der höchste Punkt liegt auf 530 Metern an der Wandfluh, der tiefste auf 302 Metern am Ufer des Rheins. Nachbargemeinden sind Full-Reuenthal im Nordosten, Leuggern im Osten, Mettauertal im Südwesten, Schwaderloch im Westen und das deutsche Dogern im Norden.

## Geschichte

### Antike und Mittelalter
Früheste Siedlungsspuren in der Gegend von Leibstadt stammen von den Helvetiern, einem Keltenstamm, der um 500 v. Chr. das Gebiet in Besitz nahm. Ab etwa 15 v. Chr. festigten die Römer ihre Herrschaft. Von 259 bis 277 hielten die Alamannen das Gebiet südlich des Rheins besetzt, bevor sie von den Römern zurückgedrängt wurden. Der Rhein bildete die Nordgrenze des Römischen Reichs, bei Bernau bestand ein Wachtturm. Zu Beginn des 5. Jahrhunderts zogen sich die Römer endgültig über die Alpen zurück. Die Alamannen besiedelten die Region und assimilierten allmählich die romanisierten Kelten. Das Dorf Leibstadt entstand wahrscheinlich im 8. Jahrhundert.
1231 vermachten die Freien von Bernau ihren Grundbesitz dem Johanniterorden. Die erste urkundliche Erwähnung von Leibesteit erfolgte im Jahr 1240. Der Ortsname stammt vom althochdeutschen (ze) leibesteti und bedeutet «bei der Wohnstätte des Leip». Die Johanniter teilten ihren neu erworbenen Besitz zunächst der Kommende Bubikon im Zürcher Oberland zu, 1250 gründeten sie die Kommende Leuggern. Diese entwickelte sich zum religiösen und politischen Zentrum des Kirchspiels Leuggern, das die heutigen Gemeinden Leuggern, Böttstein, Full-Reuenthal und Leibstadt umfasste. Die Blutgerichtsbarkeit lag bei den Habsburgern.
Die Eroberung des Aargaus durch die Eidgenossen im Jahr 1415 hatte für Leibstadt einschneidende Folgen. Dem Dorfbach entlang wurde eine Grenze gezogen. Unterleibstadt im Westen gehörte zu Vorderösterreich, Oberleibstadt im Osten blieb Teil des Kirchspiels Leuggern und gelangte zur Grafschaft Baden, einer Gemeinen Herrschaft der Eidgenossen. Die Grenze verlief mitten durch die Burg Bernau und die Mühle. Während des Schwabenkrieges von 1499 erlitt Leibstadt schwere Verwüstungen und Plünderungen. Die Burg Bernau brannte nieder und wurde später wieder aufgebaut. Von 1529 bis 1531 hielten Truppen der reformierten Stadt Bern das Kirchspiel besetzt, die Bevölkerung blieb jedoch katholisch.
Die Johanniterkommende übte in Oberleibstadt sowie einem Teil von Unterleibstadt die niedere Gerichtsbarkeit aus. Vor allem in Unterleibstadt kam es aber wiederholt zu Kompetenzstreitigkeiten mit den österreichischen Beamten der Kameralherrschaft Laufenburg und mit den Besitzern der Herrschaft Bernau. Die Herrschaft wechselte in regelmässigen Abständen ihren Besitzer und umfasste Unterleibstadt, die Burg Bernau, Gansingen und Schwaderloch.

### Neuzeit
Im März 1798 nahmen die Franzosen die Schweiz ein, und das Kirchspiel gelangte zum kurzlebigen Kanton Baden der Helvetischen Republik. Es entstanden die Munizipalitäten Böttstein und Leuggern. Während des Zweiten Koalitionskrieges im Jahr 1799 verlief die Frontlinie zwischen Franzosen und Österreichern mitten durch das Aaretal östlich von Leibstadt. Durch Requirierungen und Zwangseinquartierungen litt die Bevölkerung grosse Not. Nachdem 1803 durch die Mediationsakte von Napoleon Bonaparte der Kanton Baden aufgelöst und im Kanton Aargau aufgegangen war, wurden die Dörfer des Kirchspiels in einer einzigen Gemeinde wiedervereinigt. Mit einer Fläche von über 30 Quadratkilometern war sie die grösste des Kantons. Leibstadt blieb aber weiterhin geteilt: Während Oberleibstadt zum Bezirk Zurzach gehörte, war Unterleibstadt eine Gemeinde im Bezirk Laufenburg.

Luftansicht (1949)

Der Grosse Rat beschloss 1816 die Teilung der Grossgemeinde in die Gemeinden Böttstein, Leuggern und Oberleibstadt. Er war der Meinung, eine derart grosse Gemeinde ohne eigentliches Zentrum sei wirtschaftlich nicht überlebensfähig. Bis 1832 gehörten auch Full und Reuenthal zu Oberleibstadt, diese Dörfer bilden seither eine eigenständige Gemeinde. 1844 brannte die Burg Bernau nieder. Die willkürliche Grenze mitten durch das Dorf war zunehmend unpraktisch, da Unter- und Oberleibstadt in vielen Bereichen zusammenarbeiteten (so wurden beispielsweise die Schule und die Feuerwehr gemeinsam geführt). Am 3. Mai 1866 beschloss der Grosse Rat die Herauslösung von Unterleibstadt aus dem Bezirk Laufenburg und die Wiedervereinigung mit Oberleibstadt. Die beiden Gemeinden wurden per 1. August 1866 zur neuen, bis heute bestehenden Gemeinde Leibstadt vereinigt.
Die Bevölkerung Leibstadts lebte bis ins frühe 20. Jahrhundert weitgehend von der Landwirtschaft, die Industrialisierung hielt nur langsam Einzug. Am 1. August 1892 erfolgte die Eröffnung der Bahnstrecke Koblenz–Stein-Säckingen. Diese ist jedoch seit dem 28. Mai 1994 auf dem Abschnitt Koblenz–Laufenburg für den Personenverkehr geschlossen. Mit dem Bau des Rheinkraftwerks Albbruck-Dogern ersetzte man die Personenfähre nach Dogern durch eine Strasse, die über das Stauwehr und eine Brücke über den Oberwasserkanal verläuft (die Strasse ist nur für Fussgänger und Fahrradfahrer zugelassen). Der Bau bescherte der Gemeinde einen wirtschaftlichen Aufschwung – nicht nur während des Baus, sondern auch danach, da sie für den auf ihrem Gemeindegebiet aufgestauten Rhein Wasserzins erhält.

Kernkraftwerk Leibstadt

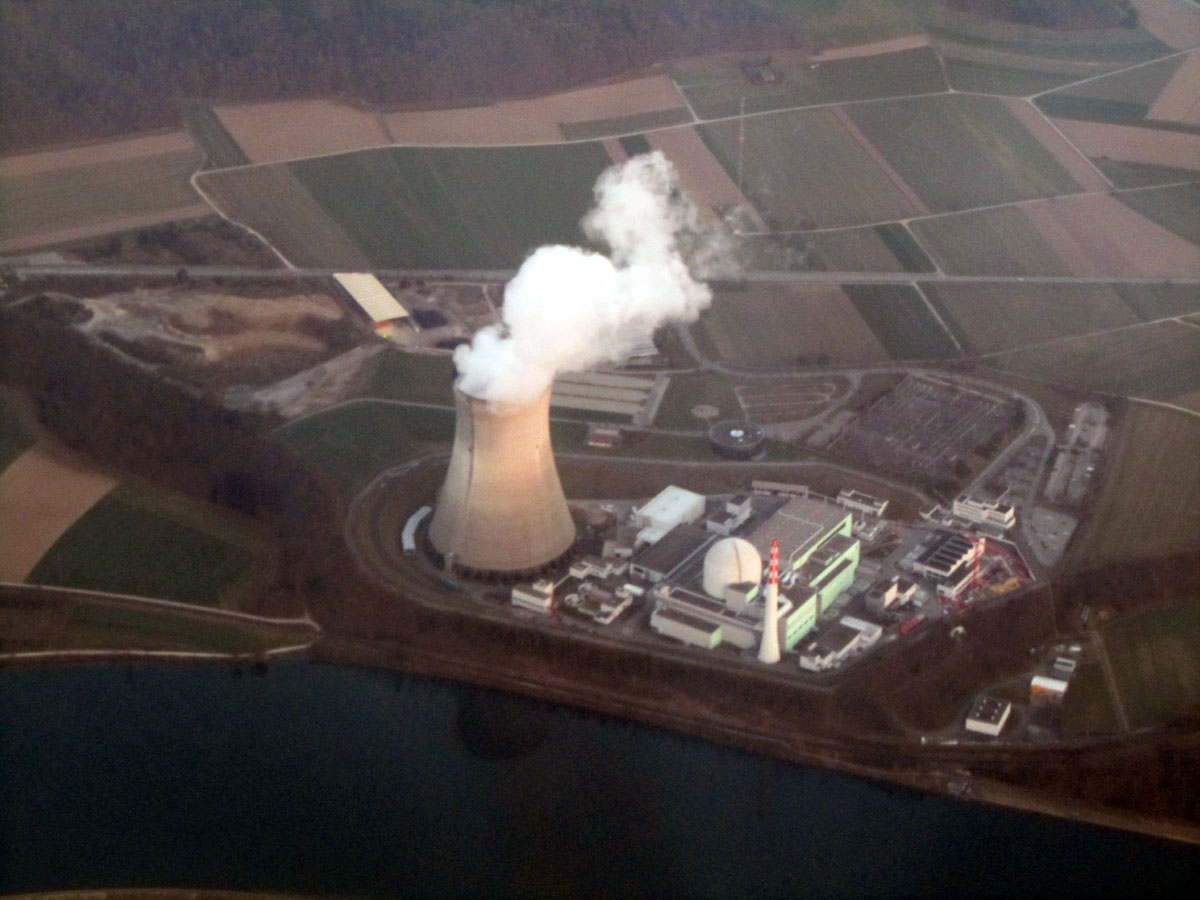
Luftaufnahme Kernkraftwerk Leibstadt

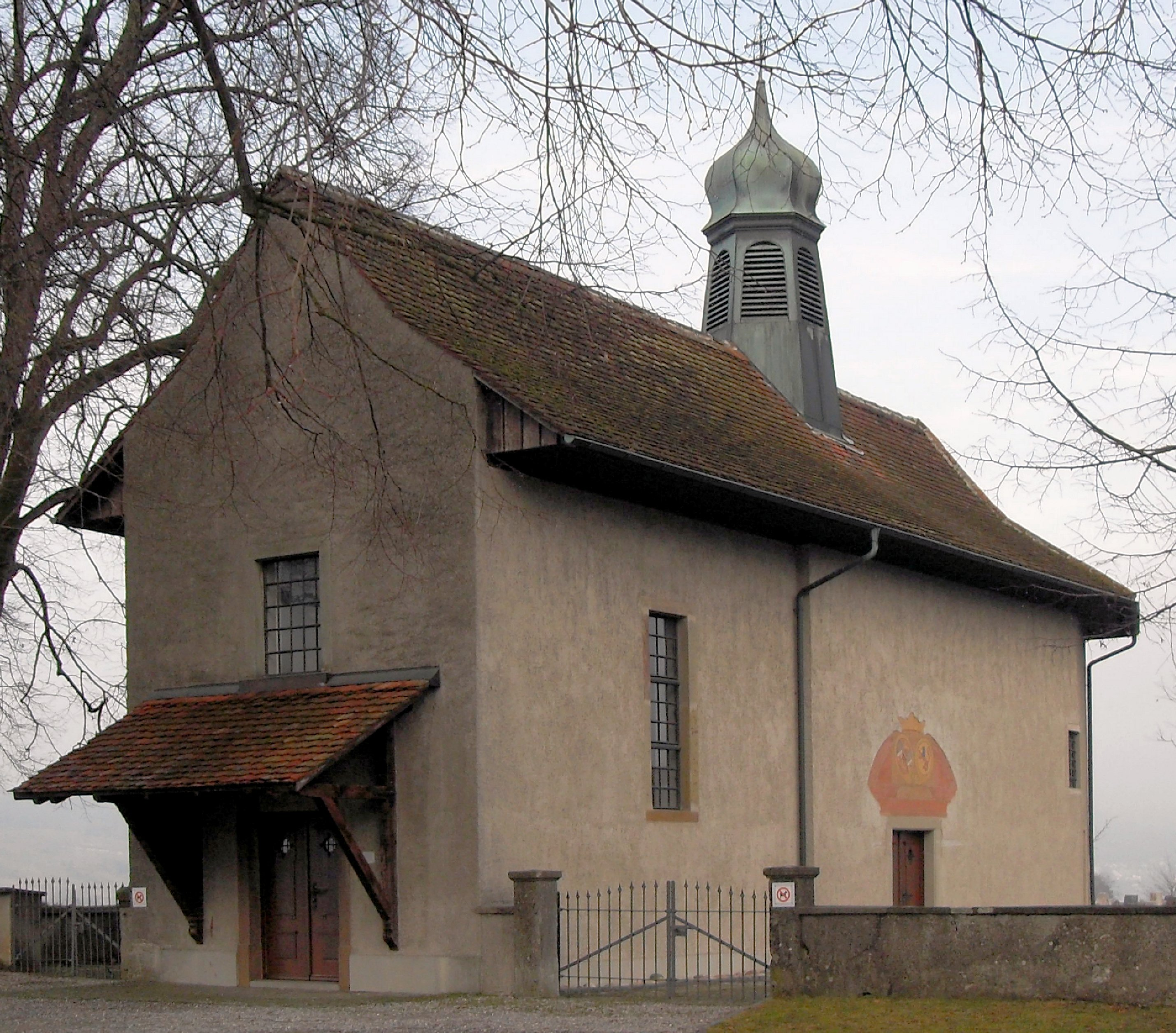
Loretokapelle

1964 stellten Elektrowatt und die RWE der Öffentlichkeit erstmals Pläne für den Bau eines Kernkraftwerks in Leibstadt vor. Die Bauarbeiten begannen 1973. Nach dem Reaktorunfall von Three Mile Island im Jahr 1979 führten neue Sicherheitsbestimmungen zu einer erneuten Verzögerung des Kraftwerkbaus. Das Kraftwerk wurde schliesslich 1984 nach elfjähriger Bauzeit eröffnet und kostete am Ende fünf statt zwei Milliarden Franken. Dank der reichlich fliessenden Steuereinnahmen konnte Leibstadt sämtliche Schulden zurückzahlen und war einige Jahre lang sogar die steuergünstigste Gemeinde des Kantons.

## Sehenswürdigkeiten
Im Ortsteil Bernau steht die 1672 erbaute Loretokapelle. Sie diente den Freiherren von Roll zu Bernau als Familiengruft. Nachdem 1801 die Kapelle verkauft worden war, gelangte sie später in den Besitz der Gemeinde Oberleibstadt. Der Friedhof neben der Kapelle besteht seit 1869. In den Jahren 1955 und 1956 wurde die Kapelle mit finanzieller Unterstützung von Kanton, Ortsbürgern, Einwohner- und Kirchgemeinden sowie Privatpersonen grundlegend saniert. Eine zweite Restaurierung der Loretokapelle konnte 1987/88 mit Kostentragungen der Gemeinde Leibstadt und der Stiftung „Pro Leibstadt“ durchgeführt werden. Der aargauische Regierungsrat stellte die Kapelle 1963 unter Denkmalschutz.

Pfarrkirche St. Fridolin in Leibstadt
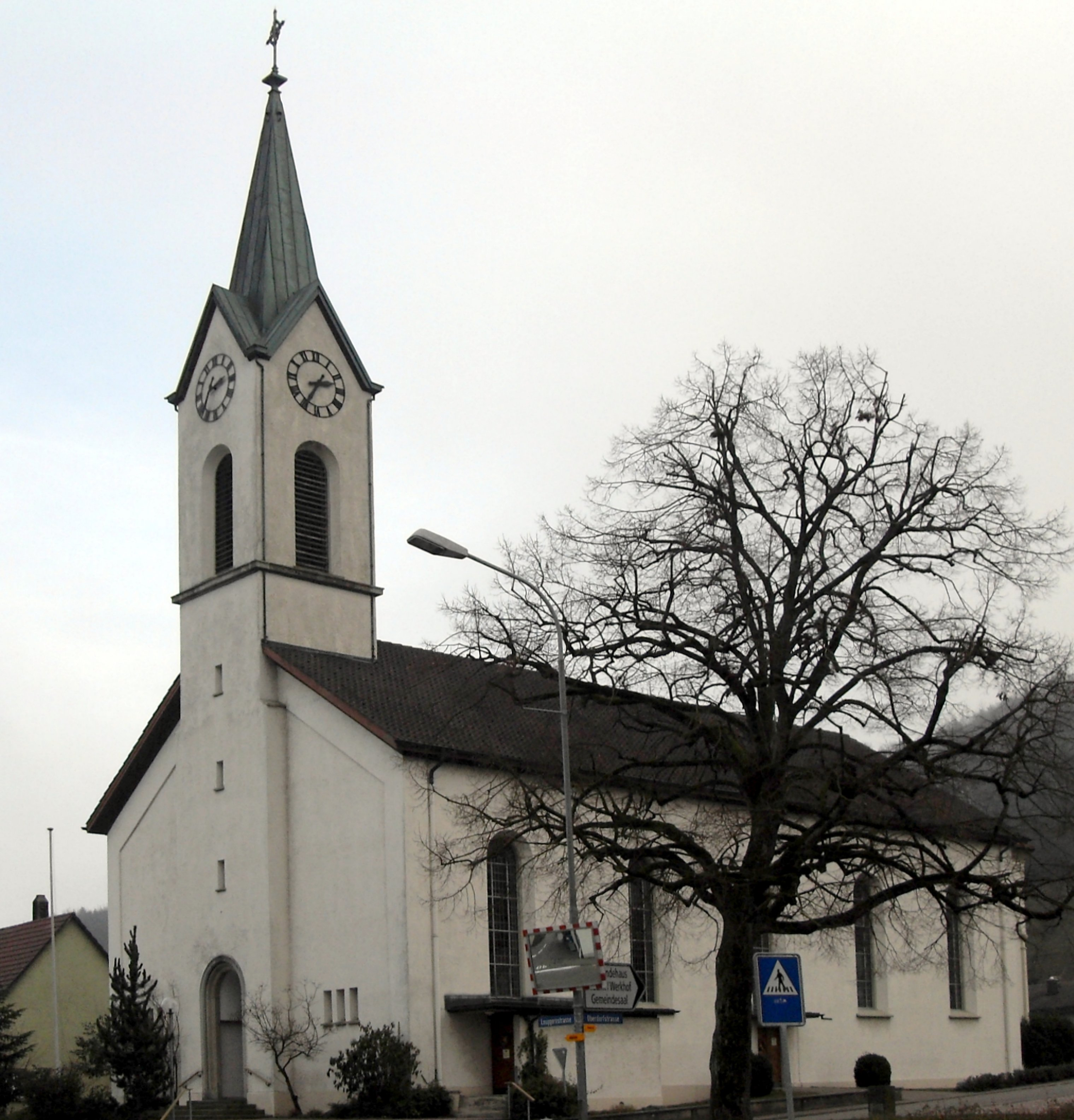
Nordwestseite St. Fridolin
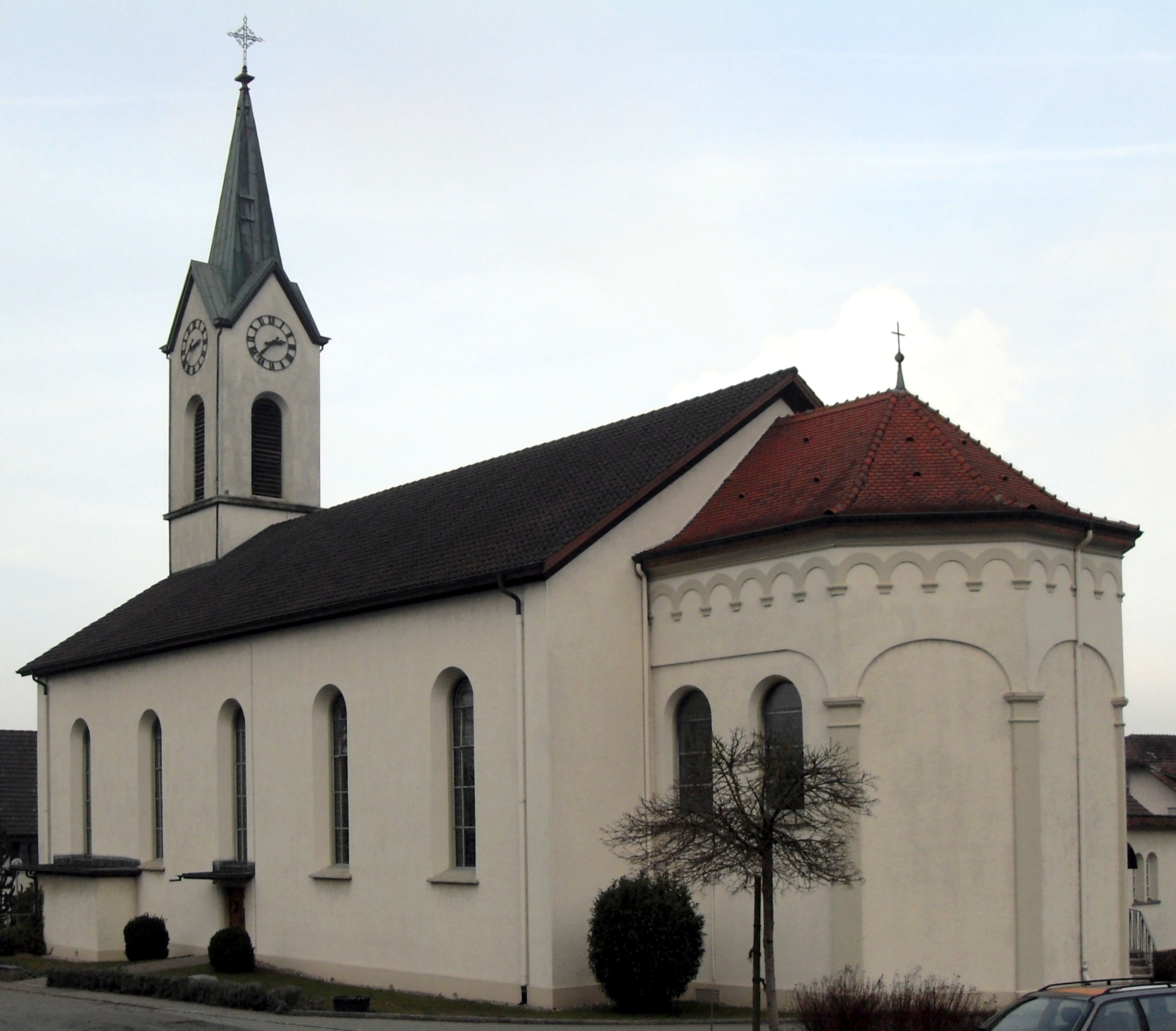
Südwestseite St. Fridolin
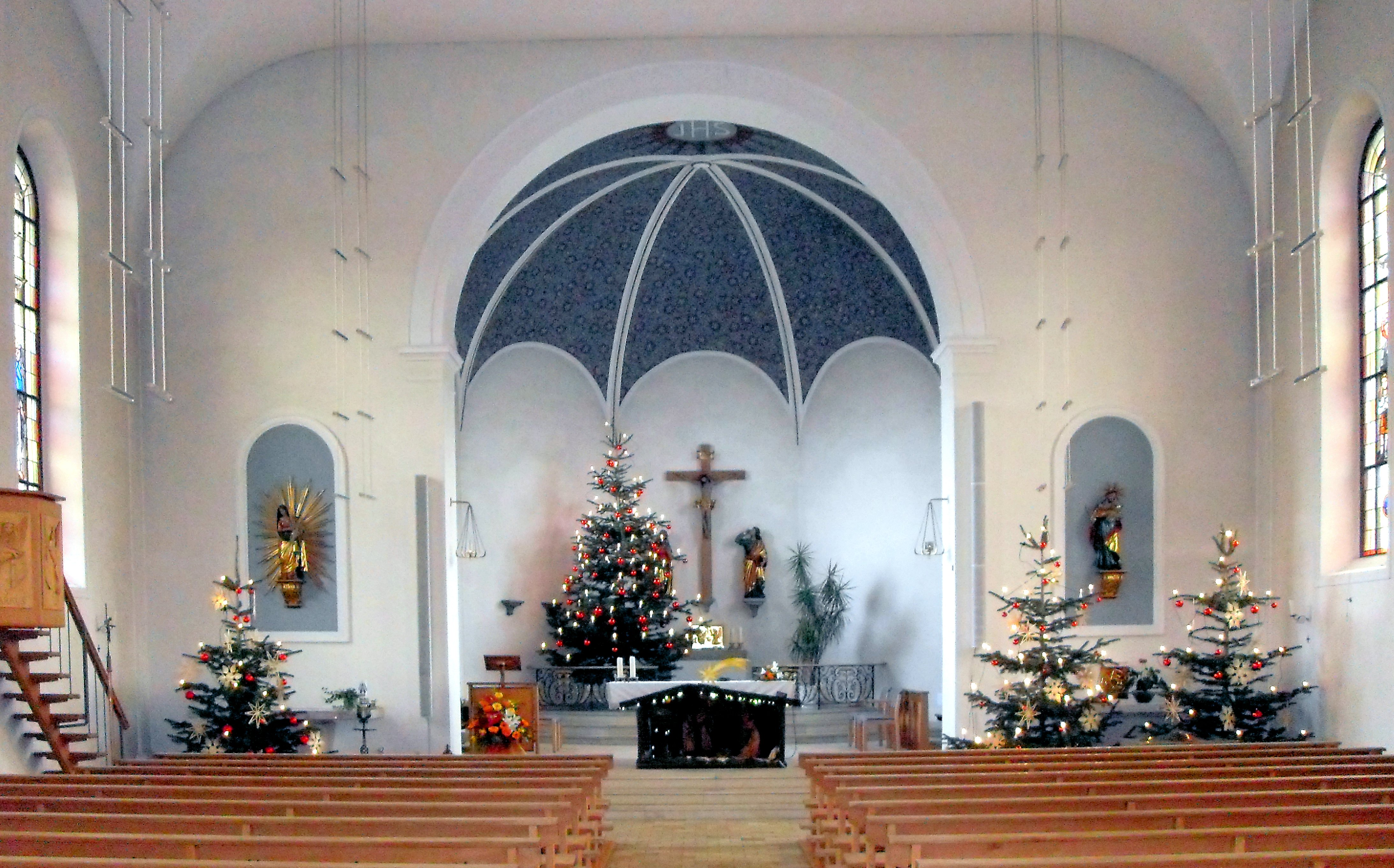
Innenansicht

## Wappen
Die Blasonierung des Gemeindewappens lautet: «In Rot weiss-schwarz geteilter Schrägbalken.» Bis 1930 besass die Gemeinde kein eigenes Wappen und nahm dann jenes der Freien von Bernau an.

## Bevölkerung
Die Einwohnerzahlen entwickelten sich wie folgt:
| Jahr      | 1798 | 1850 | 1900 | 1930 | 1950 | 1960 | 1970 | 1980 | 1990 | 2000 | 2010 | 2020 |
| --------- | ---- | ---- | ---- | ---- | ---- | ---- | ---- | ---- | ---- | ---- | ---- | ---- |
| Einwohner | 470  | 911  | 838  | 909  | 772  | 832  | 1001 | 1254 | 1197 | 1298 | 1321 | 1404 |

Am 31. Dezember 2023 lebten 1596 Menschen in Leibstadt, der Ausländeranteil betrug 41,2 %. Bei der Volkszählung 2015 bezeichneten sich 49,6 % als römisch-katholisch und 12,5 % als reformiert; 37,9 % waren konfessionslos oder gehörten anderen Glaubensrichtungen an. 84,7 % gaben bei der Volkszählung 2000 Deutsch als ihre Hauptsprache an, 8,8 % Albanisch, je 1,9 % Italienisch und Türkisch sowie 1,0 % Serbokroatisch.

## Politik und Recht
Die Versammlung der Stimmberechtigten, die Gemeindeversammlung, übt die Legislativgewalt aus. Ausführende Behörde ist der fünfköpfige Gemeinderat. Er wird im Majorzverfahren vom Volk gewählt, seine Amtsdauer beträgt vier Jahre. Der Gemeinderat führt und repräsentiert die Gemeinde. Dazu vollzieht er die Beschlüsse der Gemeindeversammlung und die Aufgaben, die ihm vom Kanton zugeteilt wurden. Für Rechtsstreitigkeiten ist in erster Instanz das Bezirksgericht Zurzach zuständig. Leibstadt gehört zum Friedensrichterkreis XVII (Zurzach).

## Wirtschaft
In Leibstadt gab es gemäss der im Jahr 2015 erhobenen Statistik der Unternehmensstruktur (STATENT) rund 1150 Arbeitsplätze, davon 5 % in der Landwirtschaft, 62 % in der Industrie und 33 % im Dienstleistungssektor. Der mit Abstand wichtigste Arbeitgeber und Steuerzahler ist das Kernkraftwerk Leibstadt mit 400 Arbeitsplätzen. Daneben gibt es ein Holzwerkstoffzentrum, eine Mühle sowie zahlreiche kleine Dienstleistungsbetriebe.

## Verkehr
Durch Leibstadt verläuft die Hauptstrasse 7 zwischen Basel und Winterthur. Im Dorfzentrum zweigt die Hauptstrasse 17 in Richtung Zürich ab. Das Dorf wird durch zwei Postautolinien erschlossen. Eine führt vom Bahnhof Laufenburg über Leibstadt nach Döttingen, die andere von Leibstadt zum Bahnhof Koblenz. Der Bahnhof Leibstadt an der Bahnstrecke Koblenz–Stein-Säckingen ist seit 1994 für den Personenverkehr geschlossen.

## Bildung
In Leibstadt gibt es einen Kindergarten, eine Primarschule und ein Oberstufenschulzentrum mit der Sekundarschule. Die Realschule und die Bezirksschule können in Leuggern besucht werden. Die nächstgelegenen Gymnasien sind die Kantonsschule Baden und die Kantonsschule Wettingen.

## Persönlichkeiten
- Joseph Anton von Roll zu Bernau (1681–1768), Geheimer Rat und Domherr in Worms und Münster
- August Erne (1905–1987), Radrennfahrer
- Gillian White (* 1939), Bildhauerin